# Estació de l'Albereda
L'estació de l'Albereda (oficialment i en castellà: estació d'Alameda) és una estació subterrània localitzada al barri de la Xerea de València i que forma part de les línies 3, 5, 7 i 9 de l'operador Metrovalència. L'estació pertany a la zona tarifària A de Ferrocarrils de la Generalitat Valenciana (FGV) i l'Autoritat de Transport Metropolità de València (ATMV). L'adreça oficial de l'estació és el passeig de la Ciutadella, número 23.

## Història

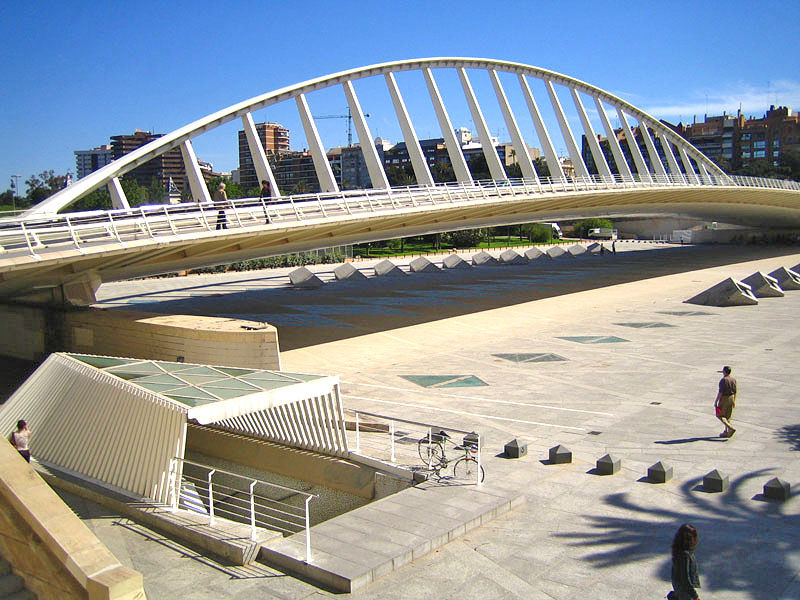
Entrada a l'estació i pont (2008)

L'estació es va inaugurar el 5 de maig de 1995 juntament amb la resta d'estacions de la línia 3 des de Rafelbunyol fins a aquesta, tot i que moltes estacions de la línia van ser originalment establides per la Societat Valenciana de Tramvies (SVT) a finals del segle xix. L'estació, per tant, va obrir-se amb la creació de l'actual línia 3. Fins a l'inici del servei de l'ampliació de la mateixa línia 3 soterrada cap a l'estació de l'Avinguda del Cid, l'any 1998 amb la creació de la marca "Metrovalència", l'estació de l'Albereda (Alameda) fou l'estació de termini de la línia 3. A la inauguració de l'extensió assistiren els reis d'Espanya Joan Carles I i Sofia de Grècia, així com el President de la Generalitat Eduardo Zaplana, el President de les Corts Valencianes Héctor Villalba i l'Alcaldessa de València Rita Barberà. Posteriorment, el 30 d'abril de 2003, fou inaugurada la línia 5 i amb ella el primer tram que anava des d'aquesta estació de l'albereda fins a l'estació d'Aiora. Més tard arribaria a l'estació la línia 7 del metro de València, que connecta el Cap i Casal amb l'Horta Sud i l'Horta Oest. Finalment, l'any 2015 s'inaugurà la línia 9, que connecta el municipi d'Alboraia amb la zona sud del Camp de Túria.

## Distribució

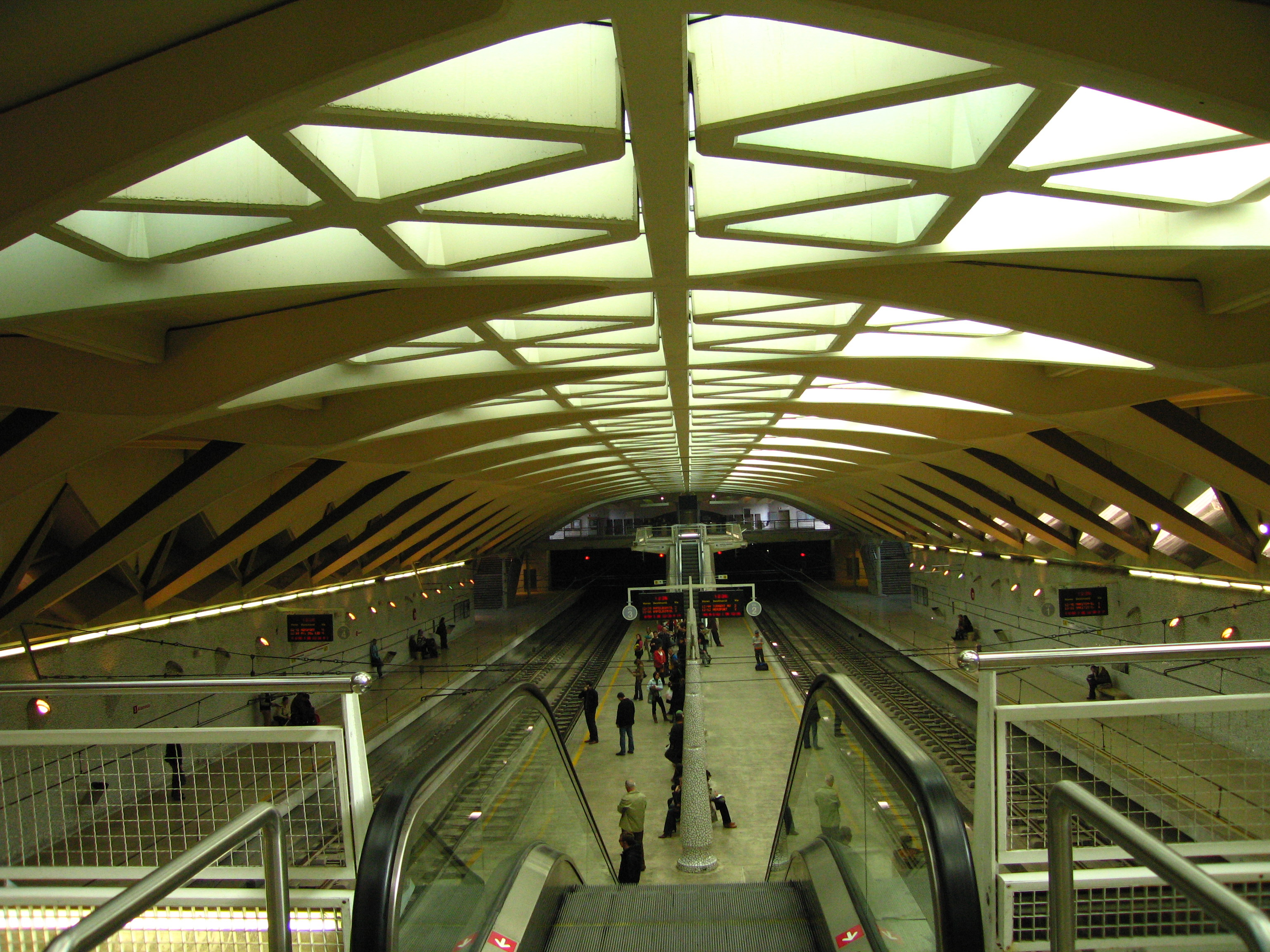
L'estació des del pis superior

És una estació subterrània d'una nau però dividida en dos nivells: el superior, on s'hi troben els accessos, els torns i les oficines i l'inferior, on hi ha les andanes amb les vies. Pel que fa al trànsit dels convois, hi ha quatre vies amb tres plataformes (una central i dues laterals) i quatre andanes. Les andanes no disposen de mampares de seguretat. L'estació disposa d'accessibilitat per a persones amb discapacitat física, visual i auditiva.
L'estació està dissenyada per l'arquitecte valencià Santiago Calatrava i es troba sota el llit de l'antic riu Túria, a l'actual jardí del Túria i just al costat del l'albereda, sota el pont de l'Exposició, conegut de forma extraoficial com al pont de la peineta. L'ingrés es fa baixant al Jardí del Túria, directament davall del pont de l'Exposició.

### Línies
| Procedència/Destinació | <     | Línia | >                        | Procedència/Destinació |
| ---------------------- | ----- | ----- | ------------------------ | ---------------------- |
| Aeroport               | Colón |       | Facultats-Manuel Broseta | Rafelbunyol            |
| Aeroport               | Colón | ...   | Aragó                    | Marítim                |
| Torrent Avinguda       | Colón | ...   | Aragó                    | Marítim                |
| Riba-roja              | Colón | ...   | Facultats-Manuel Broseta | Alboraia Peris Aragó   |